# Du
A Du David Hasselhoff mára már nehezen fellelhető 1994-es albuma, amely a  BMG Ariola kiadó gondozásában jelent meg. Az album érdekessége, hogy a Du című dal a lemezen németül és angolul is szerepel.

## Dalok
1. Du (Peter Orioff) - 5:02
2. What A Feeling (Bernie Paul) - 3:56
3. Gimmie Your Love (Bernie Paul) - 4:00
4. Save The World (Claus Mathias) - 4:38
5. Turn Me Inside Out (Neumi Neumann, Bobby Burros) - 2:55
6. Summer Of Love (Mark Holden, David Hasselhoff)  - 3:59
7. These Lovin' Eyes (Mark Holden, Ellen Shipley) - 4:11
8. Days Of Our Love (Jon Lind, Mark Jordan) - 4:04
9. Try A Little Tenderness (Shaun Imrei, Mark Holden) - 3:48
10. Lifeline (Mark Holden, David Hasselhoff) - 4:24
11. Live Until I Die (Phil Harding, David hasselhoff) - 4:56
12. Rockin' The Night Away (Andreas Baertles, David Hasselhoff) - 3:28
13. Time For Loving (Norbert Endlich, Mark Holden) - 3:26
14. You (Peter Orioff) - 5:02

## Munkatársak
- David Hasselhoff - ének
- Taylor-Ann Hasselhoff - ének
- Ralph Suckett - hegedű, gitár
- Joe Hansch - ének
- Lopez & Gonzales Gang - gitár, harmonika, dob
- Ellen Bruke - zenei vezető

## Listás helyezések
| Év   | Ország      | Helyezés | Kategória |
| ---- | ----------- | -------- | --------- |
| 1994 | Németország | 43       | pop       |
| 1994 | Svájc       | 41       | pop       |